# Szenioritás (védjegyjog)
A szenioritás az európai uniós védjegyjog sajátos jogintézménye, amely lehetővé teszi, hogy a védjegybejelentő igényelje azt, hogy az európai uniós védjegybejelentése lajstromozásakor az ő korábbi nemzeti védjegyoltalmának adatait is feljegyezzék. Erre csak azonos megjelölések és azonos árujegyzékek (illetve azonos áruk és/vagy szolgáltatások) esetén kerülhet sor. A szenioritás birtokában a jogosult dönthet úgy, hogy az európai uniós védjegy és a korábbi nemzeti védjegy párhuzamos oltalmát nem tartja fenn azáltal, hogy a nemzeti védjegyének oltalmát nem újítja meg (ezáltal megtakarítja a megújítással kapcsolatos igazgatási szolgáltatási díjat).
Ha a közösségi védjegybejelentés jogosultjának már van azonos megjelölésre, azonos árujegyzékkel korábbi nemzeti (vagy nemzetközi) védjegye, kérheti, hogy az EUSZTH ezt a korábbi napot (szenioritás) tüntesse fel a közösségi védjegy lajstromában. Ha bármelyik feltétel hiányzik, a szenioritás nem illeti meg a jogosultat.

## A szenioritás fogalma
Az európai uniós védjegyrendszer azon az elven alapul, hogy az európai uniós és a nemzeti védjegyrendszerek kiegészítik egymást. A két rendszer különösen a szenioritási és átalakítási eljárások révén kapcsolódik egymáshoz. A rendszer lényeges sajátossága, hogy a lajstromozott jog korábbi bejelentési napja az érvényességi területén mindig előnyt élvez, függetlenül attól, hogy a lajstromozott védjegy nemzeti bejelentésből, nemzetközi megjelölésből vagy közösségi védjegybejelentésből származik-e.
„Elképzelhető, hogy valaki olyan védjegyének a közösségi oltalmáért folyamodik, amely már oltalom alatt áll az Európai Unió valamely tagállamában. Ilyenkor a jogosult dönthet úgy, hogy kéri a szóban forgó tagállami védjegyének szenioritását azonos közösségi védjegye tekintetében. A szenioritás a tagállami védjegy oltalmát mintegy beemeli az azonos közösségi védjegyébe, amely - az érintett ország tekintetében - a tagállami védjegy paramétereivel fog rendelkezni. Ennek megfelelően szükségtelenné válik a tagállami védjegyoltalom megújítása, hiszen annak oltalma a továbbiakban a közösségi védjegy részeként áll fenn.”

„Az együttélés elvéből fakad, hogy a két oltalmi rendszer - a közösségi és a tagállami - között bizonyos esetekben átjárhatóság van. A közösségi védjegyrendelet lehetővé teszi a közösségi oltalomból a nemzeti védjegyoltalommá való kedvezményes átalakítást, másrészt a korábbi nemzeti védjegy elsőbbségi napja feljegyezhető a közösségi védjegy lajstromába, ezzel biztosítva a közösségi védjegy jogosultja számára, hogy korábbi nemzeti jogát a közösségi védjegyre "átvigye".
A közösségi védjegyoltalom különlegessége, hogy a bejelentéskor kérni lehet egy korábbi nemzeti védjegy szenioritását. A szenioritás joghatása az, hogy a tagállami védjegy, amelynek szenioritását a közösségi védjegyre igényelték ugyanolyan jogokat ruház a jogosultra, mintha még oltalom alatt állna azt követően is, hogy oltalma lemondás miatt vagy megújítás hiányában megszűnt.  A szenioirtás következtében tehát a nemzeti védjegyoltalom annak lejárta után is mintegy külön halmazként „tovább él” a közösségi védjegyoltalmon belül, mivel az adott tagállam vonatkozásában a közösségi védjegy elsőbbsége pedig a közösségi védjegybejelentés napjával lesz azonos. A szenioritás igénylése azért célszerű,  mert ha egy védjegy már évtizedek óta oltalom alatt áll egy tagállamban ez az elsőbbség megtartható az új közösségi védjegybejelentés esetén is,így a nemzeti oltalom lejárta esetén azt nem szükséges megújítani, elegendő egyetlen oltalmat fenntartani az Európai Unió vonatkozásában.”

A tagállamok (így Magyarország is) nemzeti védjegytörvényeikben illeszkedési szabályokat írnak elő a szenioritás tárgyában az EUSZTH és a nemzeti védjegyhivatal együttműködésének biztosítására.

## Illeszkedési szabályok Magyarországon
A magyar védjegyjogban a védjegyek és földrajzi árujelzőkről szóló 1997. évi XI. törvénynek a módosításáról szóló 2003. évi CII. törvénnyel megállapított 76/F. §-ának rendelkezései biztosítják az illeszkedést a nemzeti jog és az európai uniós védjegyoltalom között.

„76/F. §. (1)2 A Szellemi Tulajdon Nemzeti Hivatala által e törvény alapján lajstromozott védjegy, amelynek szenioritását igényelték közösségi védjeggyel kapcsolatban a közösségi védjegyrendelet 34. és 35. cikke alapján, és amelynek oltalma megszűnt az oltalmi idő megújítás nélküli lejárta vagy lemondás miatt, törölhető, illetve oltalmának megszűnése a használat hiánya, vagy a megjelölés megkülönböztető képességének elvesztése vagy megtévesztővé válása, illetve a védjegyjogosult jogutód nélküli megszűnése miatt megállapítható, ha a törlés, illetve a megszűnés megállapításának feltételei mind a kérelem benyújtásának napján, mind a védjegyoltalom korábbi megszűnésének napján fennálltak.
(2) A védjegylajstromban fel kell tüntetni, hogy a védjegy szenioritását igényelték közösségi védjeggyel kapcsolatban. A szenioritás elvesztését szintén be kell jegyezni a védjegylajstromba.
(3) A védjeggyel kapcsolatos minden tényt és körülményt - különösen a használati engedélyt, a jelzálogjogot, valamint a védjegyhez kapcsolódó és a védjegyoltalomból eredő jogok más megterhelését, továbbá e jogok átszállását és átruházását - be kell jegyezni a védjegylajstromba azt követően is, hogy az oltalmi idő megújítás nélküli lejárta vagy lemondás miatt megszűnt annak a védjegynek az oltalma, amelynek szenioritását közösségi védjeggyel kapcsolatban igényelték.
(4) A közösségi védjegyet mint korábbi védjegyet (76/C. §) a szabályszerűen igényelt szenioritásával kell figyelembe venni akkor is, ha az oltalmi idő megújítás nélküli lejárta vagy lemondás miatt megszűnt a Szellemi Tulajdon Nemzeti Hivatala által e törvény alapján lajstromozott azon védjegy oltalma, amelynek szenioritását igényelték a közösségi védjeggyel kapcsolatban.”

## Magyar tapasztalatok a szenioritással kapcsolatban
„6. lábjegyzet "... A Bizottság a 2004. évi bővítést megelőző csatlakozási tárgyalásokon is arra törekedett, hogy az új tagállamokra kiterjedő közösségi védjegyek és a csatlakozó országokban oltalom alatt álló védjegyek konfliktusait, sőt, általában a tíz új tagállam nemzeti védjegyrendszerének a közösségibe való beilleszkedésével járó összes jogi és gyakorlati problémát a nemzeti védjegyek, illetve védjegyrendszerek számára – indokolatlanul – hátrányos módon rendezze. Többek között a magyar tárgyaló delegáció fellépésének volt köszönhető, hogy e kérdéskörben a végső kompromisszum a BPHH és a Bizottság eredeti elképzelésénél jóval kiegyensúlyozottabbá vált. Mindazonáltal a bővítéshez fűződő átmeneti rendelkezések kapcsán felvetődő jogértelmezési kérdésekben a BPHH és a Bizottság a későbbiekben, a csatlakozást követően is kivétel nélkül – akár a KVR explicit és egyértelmű rendelkezéseivel is szembehelyezkedve – a közösségi rendszert a nemzeti kárára favorizáló álláspontot alakított ki és kísérelt meg ráerőltetni az új tagállamok hatóságaira. Ezt lehetett megfigyelni pl. a nemzeti bejelentéssé történő átalakításra irányuló kérelmek és a szenioritási igények bővítéssel összefüggő kezelésének néhány jogértelmezési kérdése kapcsán.””

Magyarországnak az Európai Unióhoz való csatlakozásának napját, 2004. május 1-jét követően összesen 1780 db, Magyarországon hatályos nemzeti és nemzetközi védjegy tárgyában igényeltek szenioritást a BPHH-nál tett közösségi védjegybejelentések ügyében. A magyar hivatalhoz 2005-ben érkezett a legtöbb ilyen értesítés, később csökkenő tendenciát mutatott a szenioritási igények száma. Problémát okozott a szabálytalan - tehát a magyar nemzeti védjegylajstromban fel nem jegyezhető - szenioritási igények viszonylag nagy száma. Sajnálatos módon a magyar felvetéseket az európai fél elutasította.